# قصر كلات
قصر كلات (بالفارسية: کاخ کلات) هو قصر تاريخي يعود إلى عصر الدولة الأفشارية، ويقع في كلات.